# Bonia (heliodinídeos)
Bonia (Acrolepiidae) é um gênero de mariposa pertencente à família Acrolepiidae.